# Sophronica paupercula
Sophronica paupercula là một loài bọ cánh cứng trong họ Cerambycidae.